# Snap Inc.
Snap Inc. — американская компания, владеющая мессенджером Snapchat, а также другими продуктами: умными очками Spectacles, сервисами Bitmoji и Zenly. Основана 16 сентября 2011 года Эваном Шпигелем и Бобби Мёрфи как Snapchat Inc., но в результате ребрендинга 24 сентября 2016 года получила нынешнее название.

## История
2 марта 2017 года Snap Inc. разместила свои акции на Нью-Йоркской фондовой бирже по цене $17 за штуку. На старте торгов оценка компании достигла около $33 млрд. Это стало крупнейшим размещением среди технологических компаний США со времён IPO соцсети Facebook.
В июне Snap приобрела сервис для обмена местоположением на карте Zenly за $250-350 млн.
В июне 2025 года компания Snap Inc. анонсировала умные очки с дополненной реальностью Snap Specs. Ожидается, что устройство поступит в продажу в 2026 году. Specs будут компактнее и легче предыдущей версии — Spectacles 5, сохранив при этом ключевые функции: прозрачные дисплей-линзы, а также интегрированного нейросетевого помощника с возможностью анализа звука и видеопотока.